# 冉
冉（ぜん）は、漢姓のひとつ。『百家姓』の301番目。
2020年の中華人民共和国の統計では人数順の上位100姓に入っておらず、あまり多い姓ではないが、トゥチャ族では向、彭、田、覃、譚と並ぶ大姓である。台湾の2018年の統計では259番目に多い姓で、951人がいる。

## 由来
冉姓にはいくつかの由来がある。
- 周の文王の子のひとりが冉（聃）に封地を与えられ、地名を氏とした（冉季載）という。
- 現在の四川省にいた冉駹（ぜんもう）という西南夷が冉姓を名乗った[4][5]。
- 春秋時代の楚の叔山冉（『春秋左氏伝』成公十六年に見える）の子が父の名を氏としたという[5]。

孔子の弟子に冉氏のものが5人知られるが、魯の冉氏の由来は明らかでない。うち孔門十哲の3人は、『孔子家語』によれば親戚関係にあるという。のこりの2人（冉孺・冉季）については不明。

## 著名な人物
- 冉耕（冉伯牛）- 春秋時代の儒者。孔門十哲のひとり。
- 冉雍（仲弓）- 春秋時代の儒者。孔門十哲のひとり。
- 冉求（冉有）- 春秋時代の儒者。孔門十哲のひとり。
- 冉閔 - 五胡十六国時代の冉魏の建国者。漢民族であったという。
- 南陽慧忠 - 唐の禅僧。俗姓は冉。
- 冉雲飛（中国語版） - 中華人民共和国の作家、民主活動家。土家族。